# Gleich Barbara
Gleich Barbara (Budapest, 1992. január 25. –) labdarúgó, hátvéd. Jelenleg az 1. FC Femina labdarúgója.

## Pályafutása

### Klubcsapatban
2004-ben az Íris csapatában kezdte a labdarúgást. 2007 tavaszán a másodosztályban, őszén az élvonalban is bemutatkozott. 2008 februárja óta az 1. FC Femina játékosa.

## Sikerei, díjai
- Magyar bajnokság
  - bajnok: 2007–08